# Lista de prêmios e indicações recebidos por Got7
Essa é uma lista de prêmios e nomeações que o GOT7 recebeu, uma banda sul coreana, formada pela JYP  Entertainment, desde seu debut em 2014. O grupo recebeu o total de  31prêmios e 76 nomeações.

## Premiações Coreanas
Asia Artist Awards (AAA)
Asia Artist Awards é uma premiação organizada por uma empresa de mídia global na Coreia do Sul atrelada a StarNews e MTN. Homenageia  e realiza, contribui internacionalmente para artistas asiáticos na televisão e música.
| Ano  | Categoria                                | Nomeado | Resultado |
| ---- | ---------------------------------------- | ------- | --------- |
| 2016 | Premiação de Popularidade (Cantor)       | GOT7    | Indicado  |
| 2017 | Premiação de Popularidade (Cantor)       | GOT7    | Indicado  |
| 2018 | Premiação de Artista do Ano - Música     | GOT7    | Venceu    |
| 2018 | Melhor Prêmio Popular - Música           | GOT7    | Venceu    |
| 2020 | Premiação de Melhor Performance (Cantor) | GOT7    | Venceu    |

Gaon Chart Music Awards
O Chart Gaon Music Awards é  uma das premiações da música mais importante que é realizado anualmente na Coreia do Sul pela através dos charts da música nacional, o Gaon Chart.
| Ano  | Categoria                   | Nomeado                | Resultado |
| ---- | --------------------------- | ---------------------- | --------- |
| 2015 | Novo Artista do Ano         | GOT7                   | Indicado  |
| 2015 | Artista do Ano (álbum)      | Identify               | Indicado  |
| 2017 | Álbum do Ano (1° Trimestre) | Flight Log: Departure  | Venceu    |
| 2017 | Álbum do Ano (2° Trimestre) | Flight Log: Turbulence | Indicado  |
| 2018 | Álbum do Ano (1° Trimestre) | Flight Log: Arrival    | Indicado  |
| 2018 | Hot Performance do Ano      | GOT7                   | Venceu    |
| 2018 | World Hallyu Star           | GOT7                   | Venceu    |

Golden Disc Awards
Fundada em 1986 se apresenta como a Music Industry Association of Korea que estabelece resultados para indústria da música coreana
| Ano  | Categoria                 | Nomeado  | Resultado |
| ---- | ------------------------- | -------- | --------- |
| 2015 | Disc Bonsang              | GOT Love | Indicado  |
| 2015 | Best New Artist           | GOT7     | Venceu    |
| 2015 | China GoodWill Star Award | GOT7     | Venceu    |
| 2015 | Popularity Award          | GOT7     | Indicado  |

### MAMA
A premiação Mnet Asian Music Awards (MAMA), formada por "M.net KM Music Festival" (MKMF) (1999–2008), é uma das grandes premiações do K-pop na Ásia.
| Ano  | Categoria                         | Nomeado      | Resultado |
| ---- | --------------------------------- | ------------ | --------- |
| 2014 | Best New Artist                   | GOT7         | Indicado  |
| 2014 | Artist of the Year                | GOT7         | Indicado  |
| 2015 | Best Dance Performance Male Group | "If You Do"  | Indicado  |
| 2015 | Song of the Year                  | "If You Do"  | Indicado  |
| 2016 | Best Dance Performance Male Group | "Hard Carry" | Indicado  |
| 2016 | Song of the Year                  | "Hard Carry" | Indicado  |
| 2016 | iQiYi Worldwide Favorite Artist   | GOT7         | Venceu    |
| 2017 | Best Male Group                   | GOT7         | Indicado  |
| 2017 | World Performer                   | GOT7         | Venceu    |
| 2017 | Artist of the Year                | GOT7         | Indicado  |
| 2017 | Qoo10 2017 Favorite KPOP Star     | GOT7         | Venceu    |
| 2022 | Escolhas dos Fãs                  | GOT7         | Venceu    |

### Seoul Music Awards
O Seoul Music Awards,  fundado em 1990 é apresentado anualmente pelo Sports Seoul na realização e divulgação de grandes feitos anuais da música coreana.
| Ano  | Categoria              | Nomeado                         | Resultado |
| ---- | ---------------------- | ------------------------------- | --------- |
| 2015 | Bonsang Award          | GOT7                            | Indicado  |
| 2015 | New Artist Award       | GOT7                            | Venceu    |
| 2015 | Popularity Award       | GOT7                            | Indicado  |
| 2015 | Hallyu Special Award   | GOT7                            | Indicado  |
| 2016 | Bonsang Award          | GOT7                            | Indicado  |
| 2016 | Popularity Award       | GOT7                            | Indicado  |
| 2016 | Hallyu Special Award   | GOT7                            | Indicado  |
| 2017 | Daesang Award          | GOT7                            | Indicado  |
| 2017 | Bonsang Award          | GOT7                            | Venceu    |
| 2017 | Popularity Award       | GOT7                            | Indicado  |
| 2017 | Hallyu Special Award   | GOT7                            | Indicado  |
| 2018 | Daesang Award          | GOT7                            | Indicado  |
| 2018 | Bonsang Award          | GOT7                            | Venceu    |
| 2018 | Popularity Award       | GOT7                            | Indicado  |
| 2018 | Hallyu Special Award   | GOT7                            | Indicado  |
| 2024 | Prêmio Produtor Global | - BamBam - Mark Tuan - Youngjae | Venceu    |

### Soribada Best K-Music Awards
O Soribada Best K-Music Awards organizado pela plataforma de música, Soribada em que celebra o melhor da indústria do K-POP todo ano.
| Ano  | Categoria               | Nomeado | Resultado |
| ---- | ----------------------- | ------- | --------- |
| 2017 | Bonsang Award           | GOT7    | Indicado  |
| 2017 | Popularity Award        | GOT7    | Indicado  |
| 2018 | Bonsang Award           | GOT7    | Indicado  |
| 2018 | Popularity Award (Male) | GOT7    | Indicado  |
| 2018 | Global Fandom Award     | GOT7    | Indicado  |

## Premiações Internacionais

### Fashion Power Awards
| Ano  | Categoria                       | Nomeado | Resultado |
| ---- | ------------------------------- | ------- | --------- |
| 2015 | Asia Style Best Influence Group | GOT7    | Venceu    |

### JOOX Thailand Music Awards
| Ano  | Categoria                | Nomeado | Resultado |
| ---- | ------------------------ | ------- | --------- |
| 2018 | K-Pop Artist of the Year | GOT7    | Venceu    |

### MTV Europe Music Awards
| Ano  | Categoria                  | Nomeado | Resultado |
| ---- | -------------------------- | ------- | --------- |
| 2015 | Best Korean Act            | GOT7    | Indicado  |
| 2016 | Best Korean Act            | GOT7    | Indicado  |
| 2016 | Best Worldwide Act (Korea) | GOT7    | Venceu    |

### SEED Awards
| Ano  | Categoria                        | Nomeado | Resultado |
| ---- | -------------------------------- | ------- | --------- |
| 2015 | Popular Asian Artist of the Year | GOT7    | Venceu    |

### Top Chinese Music Festival
| Ano  | Categoria                                         | Nomeado | Resultado |
| ---- | ------------------------------------------------- | ------- | --------- |
| 2015 | Most Promising Newcomer Award (Overseas Category) | GOT7    | Venceu    |

### YinYueTaiV-Chart Awards
| Ano  | Categoria            | Nomeado | Resultado |
| ---- | -------------------- | ------- | --------- |
| 2015 | Best Korean Newcomer | GOT7    | Venceu    |

### YoukuNight Awards
| Ano  | Categoria             | Nomeado | Resultado |
| ---- | --------------------- | ------- | --------- |
| 2015 | New Asian Group Award | GOT7    | Venceu    |

### Teen Choice Awards
| Ano  | Categoria                   | Nomeado | Resultado |
| ---- | --------------------------- | ------- | --------- |
| 2018 | Choice International Artist | GOT7    | Indicado  |

## Outras Premiações
| Ano  | Award                    | Categoria                        | Nomeado | Resultado |
| ---- | ------------------------ | -------------------------------- | ------- | --------- |
| 2014 | SBS MTV Best of the Best | Best New Artist                  | GOT7    | Venceu    |
| 2015 | SBS Awards Festival      | Chinese Netizen Popularity Award | GOT7    | Venceu    |
| 2016 | Simply K-Pop Awards      | Best Performance Boy Group       | Fly     | Venceu    |
| 2017 | SBS The Show             | Best of Best Hot Star            | GOT7    | Venceu    |
| 2017 | V Live Awards            | Global Artist Top 10             | GOT7    | Venceu    |
| 2018 | V Live Awards            | Best Worldwide Influencer        | GOT7    | Venceu    |
| 2018 | V Live Awards            | Global Artist Top 10             | GOT7    | Venceu    |

## Music Shows

### The Show
The Show é um programa de música semanal coreano reproduzido pela SBS MTV.
| Ano  | Data          | Canção       |
| ---- | ------------- | ------------ |
| 2015 | 6 de outubro  | "If you Do"  |
| 2015 | 13 de outubro | "If you Do"  |
| 2015 | 20 de outubro | "If you Do"  |
| 2016 | 29 de Março   | "Fly"        |
| 2016 | 5 de Abril    | "Fly"        |
| 2016 | 18 de Abril   | "Hard Carry" |
| 2017 | 21 de Março   | "Never Ever" |

### M Countdown
M Countdown é um programa de música semanal coreano reproduzido pela Mnet.
| Ano  | Data           | Canção       |
| ---- | -------------- | ------------ |
| 2016 | 31 de Março    | "Fly"        |
| 2016 | 6 de Outubro   | "Hard Carry" |
| 2017 | 23 de Março    | "Never Ever" |
| 2018 | 27 de Setembro | "Lullaby     |
| 2018 | 4 de Outubro   | "Lullaby     |

### Music Bank
Music Bank é um programa de música semanal coreano reproduzido pela Korean Broadcasting System (KBS).
| Ano  | Data           | Canção       |
| ---- | -------------- | ------------ |
| 2016 | 1 de Abril     | "Fly"        |
| 2016 | 7 de Outubro   | "Hard Carry" |
| 2017 | 24 de Março    | "Never Ever" |
| 2018 | 23 de Março    | "Look"       |
| 2018 | 28 de Setembro | "Lullaby"    |
| 2018 | 5 de Outubro   | "Lullaby"    |

### Inkigayo
Inkigayo (인기가요; The Music Trend) é um programa de TV coreano distríbuido pela  Seoul Broadcasting System (SBS).
| Ano  | Data           | Canção       |
| ---- | -------------- | ------------ |
| 2016 | 3 de Abril     | "Fly"        |
| 2016 | 9 de Outubro   | "Hard Carry" |
| 2018 | 30 de Setembro | "Lullaby"    |

### Show Champion
Show Champion é um programa de música semanal coreano reproduzido pela MBC Music.
| Ano  | Data         | Canção       |
| ---- | ------------ | ------------ |
| 2017 | 22 de março  | "Never Ever" |
| 2018 | 3 de outubro | "Lullaby"    |

### Show! Music Core
Show! Music Core é um programa de música semanal coreano reproduzido pela MBC.
| Ano  | Data           | Canção    |
| ---- | -------------- | --------- |
| 2018 | 29 de Setembro | "Lullaby" |